# 까치상어과
까치상어과(Triakidae)는 흉상어목에 속하는 상어과의 하나이다. 9개 속에 약 40여 종으로 이루어져 있다. 까치상어와 행락상어, 별상어, 극지별상어, 개상어 등을 포함하고 있다.

## 하위 분류
- Furgaleus Whitley, 1951
- Galeorhinus Blainville, 1816
- Gogolia Compagno, 1973
- 행락상어속 (Hemitriakis) Herre, 1923 - 행락상어 포함.
- Hypogaleus J. L. B. Smith, 1957
- Iago Compagno & Springer, 1971
- 별상어속 (Mustelus) H. F. Linck, 1790 - 별상어, 극지별상어, 개상어 등 포함.
- Scylliogaleus Boulenger, 1902
- 까치상어속 (Triakis) J. P. Müller & Henle, 1839 - 까치상어 포함.